# Маган II
Маган II (д/н — 1389) — 16-й манса імперії Малі у 1387—1389 роках.

## Життєпис
Походив з династії Кейта. Син манси Марі Діати II. При народженні звався Кіда Тенін. 1387 року після повалення його брата Муси II з боку сандакі (очільнику палацових рабів), що дорівнювалося статусу головного радника, трон перейшов до Магана II.
Через деякий час манса намагався позбутися впливу сандакі та його роду, що фактично керував імперією з 1372 року. Втім зазнав поразки й загинув. Трон здобув сандакі.